# Голдапский повет
Голдапский повет (пол. Powiat gołdapski) — повет (район) в Польше, входит как административная единица в Варминьско-Мазурское воеводство. Центр повета — город Голдап. Занимает площадь 771,93 км². Население — 27 280 человек (на 31 декабря 2015 года).

## Административное деление
- города: Голдап
- городско-сельские гмины: Гмина Голдап
- сельские гмины: Гмина Бане-Мазурске, Гмина Дубенинки

## Демография
Население повята дано на 31 декабря 2015 года.
| Перепись            | Всего | Мужчины | Женщины |
| ------------------- | ----- | ------- | ------- |
| Всего               | 27280 | 13565   | 13715   |
| Городское население | 13726 | 6748    | 6978    |
| Сельское население  | 13554 | 6817    | 6737    |